# Гупта, Притху
Притху Гупта (хинди पृथु गुप्ता; род. 8 марта 2004, Дели) — индийский шахматист, гроссмейстер (2019).

## Биография
Начав с рейтинга Эло 1187 в октябре 2013 года, Притху Гупта превысил рейтинг Эло 2500 менее чем за шесть лет участия в сильных шахматных турнирах. В 2017 году он занял первое место на шахматном фестивале в Праге «Golden Prague Chess Festival». В 2018 году победил на командном чемпионате Португалии по шахматам.
В октябре 2019 года в острове Мэн Притху Гупта занял 147-е место на турнире «Большая швейцарка ФИДЕ».
За успехи в турнирах ФИДЕ присвоила Притху Гупте звание международного мастера (IM) в 2018 году и международного гроссмейстера (GM) в 2019 году. Притху Гупта стал 64-м гроссмейстером в индийских шахмат в возрасте 15 лет, 4 месяцев и 10 дней. В августе 2019 года Притху Гупта был удостоен государственной награды за выдающихся спортсменов правительством Харьяны, его родного штата, а в январе 2020 года он был удостоен награды «Pradhan Mantri Rashtriya Bal Puraskar award». Эта награда вручается молодым индийцам в возрасте до 18 лет за исключительные успехи в разных областях, в том числе и в спорте.

## Изменения рейтинга
| Графики недоступны из-за технических проблем. См. информацию на Фабрикаторе и на mediawiki.org. |